# Downset
Downset je americká hudební skupina. Vznikla v roce 1986 v Los Angeles a původně vystupovala pod názvem Social Justice a nejprve hrála převážně hardcore punk. Své první album skupina vydala v roce 1989 pod názvem Unity Is Strength. Později vydala několik dalších nahrávek a vystřídalo se v ní několik členů. V roce 2009 se rozpadla, ale již roku 2013 byla obnovena. Následujícího roku pak vydala album One Blood, první po deseti letech.